# Pseuderastria
Pseuderastria là một chi bướm đêm thuộc họ Noctuidae.